# Cordulegaster dorsalis
Cordulegaster dorsalis is een echte libel uit de familie van de bronlibellen (Cordulegastridae).
De wetenschappelijke naam van de soort werd in 1858 gepubliceerd door Hermann August Hagen.